# Pronoterus obscuripennis
Pronoterus obscuripennis är en skalbaggsart som beskrevs av Edmond Jean-Baptiste Fleutiaux och Sallé 1890. Pronoterus obscuripennis ingår i släktet Pronoterus och familjen grävdykare. Inga underarter finns listade i Catalogue of Life.